# Teresa Nicolau Parody
Teresa Nicolau Parody (Madrid, 1817-Sant Sebastià, 13 d'agost de 1895) va ser una pintora miniaturista espanyola, acadèmica de mèrit de la Reial Acadèmia de Belles Arts de Sant Ferran de Madrid i de la de Sant Carles de València d'aquesta especialitat.

## Biografia
Va néixer a Madrid el 1817, filla d'Isidro Nicolau Puig, secretari honorari de Ferran VII i oficial major del Parte de Madrid, i de Concepción Parody, filla del cònsol general de les Dues Sícilies. Durant la seva infantesa va rebre una notable educació i esdevingué una persona molt culta, coneixedora de diversos idiomes i interessada també en la investigació històrica.
Els àmbits en què va demostrar ben aviat grans dots van ser el dibuix i la pintura. Va començar la seva formació amb Vicent López i Portaña, al qual va retratar i el qual també la retrataria a ella. Més endavant es formà amb Lluís Ferrant i Llausàs. Tot i que va començar els estudis de pintura a l'oli, ben aviat s'especialitzà i destacà en la miniatura.
El 1833 li va ser concedida una pensió de 200 ducats anuals per millorar les seves habilitats, arran d'haver ensenyat les seves obres als reis. Cinc anys més tard, sol·licità ser admesa com a acadèmica de l'Acadèmia de Belles Arts de Sant Ferran, presentant les miniatures d'un Sant Josep i una Verge, i el 8 de juliol fou nomenada acadèmica de mèrit de Miniatura, i dos mesos més tard també obtingué el mateix rang a la de Sant Carles de València. Malgrat obtenir el títol d'acadèmica, no va poder accedir mai a fer classes a l'acadèmia.
En l'àmbit personal, el 1842 es va casar amb l'historiador Antonio Rotondo, amb qui va tenir dos fills, Adriano i Emilio.
Participà activament en les exposicions públiques de l'Acadèmia de San Fernando el 1833, 1834, 1836 i 1840 i en les l'Exposició Nacional de Belles Arts el 1858,1866, 1867 i 1871. El 1858 i el 1866 va obtenir una menció honorífica, en la darrera de primera classe per una miniatura del Jesucrist amb la creu a coll, còpia de Sebastiano del Piombo. El 1866 també va estar present en l'exposició d'objectes d'art organitzada per l'Acadèmia de Belles Arts de Barcelona. Finalment, el 1878 va sol·licitar encarregar-se de la restauració de totes les miniatures i olis de Palau i llocs reials, però hi ha constància que la proposta fos aprovada.
Va morir a Sant Sebastià, localitat on estiuejava des de feia molts anys, el 13 d'agost de 1895. L'Ajuntament de Madrid va acordar una placa al carrer de Santa María, on havia nascut. La premsa nacional i estrangera es van fer ressò de la seva mort.

## Obra
Es dedicà principalment a la miniatura, tot i que al llarg de la seva vida també va fer algunes litografies. Pintà miniatures sobre ivori, però també sobre pergamí. Habitualment copiava obres de grans mestres com la Mort de Sant Francesc de Correggio, una Verge de Sassoferrato, la Magdalena de Tiziano o Santa Maria en el desert de Goya. En termes generals, destaquen especialment els retrats de diferents personatges, molts d'ells còpies de grans mestres. Com procedia d'una família aristòcrata i sempre va ser una persona benestant, no va necessitar mai vendre les seves obres, sinó que les va regalar o desar.